# 中华人民共和国第一届学生（青年）运动会
中华人民共和国第一届学生（青年）运动会，简称第一届学青会，是于2023年11月5日至11月15日在广西南宁举办的的综合性运动会，是全国学生运动会和全国青年运动会合并后的第一届全国学生（青年）运动会。本届学青会共设置比赛项目57项，包括公开组47项、校园组10项。共设置45个学青会比赛场馆，其中新建场馆15个、维修改造场馆30个。由国务委员谌贻琴宣布开幕。
本届学青会共有来自101个代表团的20360名运动员参赛。